# Michele Medici (fisiologo)
Michele Medici (Bologna, 8 maggio 1782 – Bologna, 4 maggio 1859) è stato un anatomista e fisiologo italiano.
L'opera di Medici testimonia il tentativo di rappresentare, attraverso lo studio delle strutture anatomiche, il meccanismo della loro funzione, superando così, nel metodo e nel merito, gli opposti assunti propri di una vecchia visione dell'anatomia e della fisiologia.
Un suo busto è conservato nella sede dell'Accademia medico-chirurgica di Bologna, mentre al suo nome resta dedicata, oltre ad una strada nella città natale, anche il Dasypeltis medici, una specie di serpente mangiatore di uova.

## Biografia

### Formazione e carriera
Medici ha studiato privatamente farmacia, ottenendone l'abilitazione alla fine del XVIII secolo. In seguito si è iscritto all'Università di Bologna, dove nel 1802 ha conseguito la laurea in medicina.
Da allora, e sino al 1855, ha lavorato all'Ospedale Maggiore di Bologna, presso il quale è stato nominato primario nel 1818.
Già tre anni prima, tuttavia, complice la brillante preparazione messa in mostra, ha potuto ottenere l'insegnamento della fisiologia, appena istituito nell'ateneo bolognese, che avrebbe mantenuto per un trentennio. È stato rinomato anche come letterato e, sotto questa veste, ha contribuito alla formazione classica di Marco Minghetti.
Insignito dell'onorificenza di cavaliere dell'Ordine di San Gregorio Magno, Medici è stato membro di prestigiose società scientifiche, italiane e internazionali, fra le quali l'Accademia nazionale delle scienze, l'Accademia dei Lincei e l'Académie nationale de médecine.

### Ricerche e studi
Nel suo primo lavoro di rilievo, le Esperienze sul sangue (1803), uscito poco dopo la laurea e condotto assieme a Gaetano Gandolfi, in base ad una serie di esperimenti, volti ad esporre filamenti di fibrina all'elettricità ricavata da una pila di Volta, ha desunto che il sangue avesse, analogamente ad altri tessuti, «proprietà contrattili», anticipando quindi esiti espressi da altri studi di oltre mezzo secolo successivi.
Con la pubblicazione di Esperienze intorno alla tessitura organica delle ossa (1818), un compendio anatomico di quanto aveva appreso sino ad allora, Medici ha dimostrato la complessità della composizione dell'osso stesso, non limitata soltanto al tessuto spugnoso, e la differenza fra quest'ultimo e il tessuto osseo.
Più in generale, con le opere successive, quali il Commentario del 1819, rifuso nel 1834 come appendice al Manuale di fisiologia (1833), che ha conosciuto diverse edizioni e ristampe, e le Lettere fisiologiche del 1838, ha prima introdotto e poi sviluppato il concetto di «forza riproduttiva», dalla quale sarebbe promanata tanto la rigenerazione del sistema nervoso periferico quanto la formazione dei circoli venosi collaterali.
Ha pubblicato numerose dissertazioni nelle memorie e commentari dell'Accademia delle Scienze dell'Istituto di Bologna, di cui è stato presidente, e biografie di artisti, medici e scienziati, fra i quali quelle di Luigi Galvani, Carlo Mondini, Ercole Lelli, Giovanni Manzolini e la moglie Anna, rivolgendosi maggiormente, soprattutto dagli anni quaranta del XIX secolo, alla fisiologia vegetale e all'entomologia.

## Opere principali

### Testi di anatomia e fisiologia
- (con G. Gandolfi), Esperienze sul sangue, in C. Amoretti (a cura di), Opuscoli scelti sulle scienze e sulle arti, t. XXII, Mainardi, Milano 1803, pp. 331-341
- Esperienze intorno alla tessitura organica delle ossa, in «Opuscoli scientifici», t. II, Tip. Nobili, Bologna 1818, pp. 93-107, su books.google.it.
- Comentario intorno alla vita, in «Opuscoli scientifici», t. III, Tip. Nobili, Bologna 1819, pp. 36-52, 231-246, su books.google.it.
- Considerazioni intorno alla tessitura organica delle ossa, Ivi, pp. 134-150, su books.google.it.
- Observationum anatomicarum de ossium structura specimen cum tabula aenea, Dall'Olmo e Tiocchi, Bologna 1832.
- Experimenta, et considerationes de motu cordis, et de sanguinis circuitu, Dall'Olmo e Tiocchi, Bologna 1833.
- Manuale di fisiologia, Tip. delle Scienze, 2 voll., Bologna 1833 (V ed. 1840, I ed. livornese 1836, I ed. napoletana 1837).
- Saggio di un'analisi di alcune dottrine fondamentali risguardanti la vita, Tip. Nobili, Bologna 1834 (appendice al Manuale).
- Dell'importanza della fisiologia e dell'influenza della medesima nell'educazione, Tip. delle scienze, Bologna 1835.
- Cenni fisiologici, patologici, e terapeutici intorno la malattia conosciuta nella città di Comacchio sotto il nome di male del fegato, Tip. Nobili, Bologna 1835.
- Dissertationes medicae nonnullae ex novis commentariis Academiae Scientiarum instituti Bononiensi excerptae, Dall'Olmo e Tiocchi, Bologna 1835.
- Disquisitiones anatomicae et physiologicae de nervo intercostali, 5 voll., Dall'Olmo e Tiocchi, Bologna 1837-1840, su books.google.it.
- Lettere fisiologiche al chiarissimo sig. dott. Francesco Freschi di Piacenza estratte dal giornale per servire ai progressi della patologia e della terapeutica, Andreola, Venezia 1838.
- Tentativo di un prospetto di medicina organico-dinamica, Tip. Guidi, Bologna 1840
- De quibusdam insolitis abnormisque animalibus vegetationibus, Dall'Olmo, Bologna 1842.
- Sopra alcuni argomenti di fisiologia e di patologia. Esame critico...in risposta alle cose dette dal chiar. sig. prof. cav. G. Tommasini ne 302-303-304-305-306-307 del 3. vol. della sua opera dell'infiammazione e della febbre continua, Tip. Andreola, Venezia 1842.
- Intorno la generazione spontanea degli insetti e la natura degli zoospermi. Risposta ad una lettera del ch. sig. dottor Secondo Berruti, Tip. Andreola, Venezia 1843.
- Intorno alcune insolite vegetazioni animali, in «Nuovi Annali delle Scienze Naturali», V (1843), t. IX, pp. 5-34.
- Prime linee di fisiologia e patologia vegetale, in «Memorie della Società Agraria della provincia di Bologna», 1845, II, pp. 279–297.
- Osservazioni anatomiche e fisiologiche intorno l'apparecchio sonoro della cicala, in «Memorie della Società Agraria della provincia di Bologna», III (1846) e IV (1847), pp. 1–37.
- Del senso e del moto delle piante, in «Memorie della Società Agraria della provincia di Bologna», V (1849) e VI (1850), pp. 273–297.

### Biografie e memorie storiche
- Vita di Carlo Mondini, in N. Salvardi (a cura di), Monumenti sepolcrali del comune cimitero, Bologna 1825(poi Tip Nobili, Bologna 1829 e II ed. Bologna 1830).
- Elogio di Luigi Galvani, Tip. alla Volpe, Bologna 1845.
- Cenno storico intorno le accademie scientifiche di Bologna, Tip. Volpe, Bologna 1847.
- Elogio di Marc'Antonio Laurenti, in «Memorie della Accademia delle Scienze dell'Istituto di Bologna», t. III, Bologna 1851, pp. 37-59, su books.google.it.
- Elogio di Gian Giacinto Vogli, Ivi, pp. 375-415, su books.google.it.
- Memorie storiche intorno le Accademie scientifiche e letterarie della città di Bologna, Tip. Sassi, Bologna 1852.
- Elogio di Paolo Battista Balbi, in «Memorie dell'Accademia delle Scienze dell'Istituto di Bologna», t. IV, Bologna 1853, pp. 365-389.
- Della vita e degli scritti degli anatomici e medici fioriti in Bologna dal cominciamento del secolo 18. fino al presente, Tip. S. Tommaso d'Aquino, Bologna 1853.
- Elogio di Pier-Paolo Molinelli, in «Memorie dell'Accademia delle Scienze dell'Istituto di Bologna», t. V, Bologna 1854, pp. 337-389.
- Elogio d'Ercole Lelli, in «Memorie dell'Accademia delle Scienze dell'Istituto di Bologna», t. VII, Bologna 1856, pp. 156-186.
- Compendio storico della Scuola anatomica di Bologna dal rinascimento delle scienze e delle lettere a tutto il secolo XVIII, Tip. Volpe e Sassi, Bologna 1857, su books.google.it.
- Elogio di Giovanni, e di Anna Morandi coniugi Manzolini, in «Memorie dell'Accademia delle Scienze dell'Istituto di Bologna», t. VIII, Bologna 1857, pp. 3-26.
- Elogio di Gian-Antonio Galli, Ivi, pp. 423-450, su archive.org.
- Elogio di Vincenzo Menghini, in «Memorie dell'Accademia delle Scienze dell'Istituto di Bologna», t. IX, Bologna 1858, pp. 455-479.
- Elogio di Gaetano Gasparo Uttini, in «Memorie della Accademia delle scienze dell'istituto di Bologna», t. XI, Tip. Gamberini e Parmeggiani, Bologna 1861, pp. 269-299, su books.google.it.
- Elogio di Tommaso Laghi, Ivi, pp. 355-383, su books.google.it.